# Hikaru Utada
Hikaru Utada (jap. 宇多田ヒカル Utada Hikaru; ur. 19 stycznia 1983 w Nowym Jorku), znana wcześniej jako Cubic U, Hikki, Utada – wokalistka J-pop japońskiego i amerykańskiego pochodzenia, jedna z najpopularniejszych gwiazd muzyki pop w Azji.

## Życiorys
Urodziła się 19 stycznia 1983 w Nowym Jorku. Jej ojciec, Teruzane Utada, był producentem muzycznym w Japonii, zaś jej matka, Junko Utada, była piosenkarką enka (pod pseudonimem Keiko Fuji). W 1998 nagrała swój pierwszy album, Precious, pod pseudonimem Cubic U. W 1999 nagrała japońskojęzyczny debiut First Love, który stał się komercyjnym sukcesem w Japonii. W pierwszym tygodniu sprzedał się w dwóch milionach kopii, przez 6 tygodni był na szczycie listy przebojów Oricon i do końca 1999 sprzedał 6 milionów więcej kopii. First Love ostatecznie stało się najlepiej sprzedającym się albumem wszech czasów w Japonii.
Na scenie międzynarodowej Utada jest znana przede wszystkim z piosenek stworzonych dla serii gier wideo Square Enix i Disneya Kingdom Hearts: Simple and Clean, Sanctuary, Don't Think Twice oraz Face My Fears.
W latach 2002–2007 była w małżeństwie z Kazuakim Kiriyą, japońskim reżyserem i producentem. Wyreżyserował kilka jej wideo klipów: Final Distance, Traveling, Hikari, Sakura Drops, Deep River, Dareka no Negai ga Kanau Koro, You Make Me Want to Be a Man, Be My Last i Passion. Kiriya i Utada rozwiedli się w 2007 roku po czterech i pół latach małżeństwa. W latach 2014–2018 jej mężem był Włoch Francesco Calianno. W 2015 roku para doczekała się syna, w 2018 nastąpił rozwód. W 2021 podczas livestreamu Utada dokonała coming outu jako osoba niebinarna, preferująca neutralne formy językowe (jak anglojęzyczny prefiks Mx.).

## Dyskografia

### Albumy
Japońskojęzyczne albumy studyjne
- First Love (1999)
- Distance (2001)
- Deep River (2002)
- Ultra Blue (2006)
- Heart Station (2008)
- Fantôme (2016)
- Hatsukoi (2018)

Anglojęzyczne albumy studyjne
- Precious (jako Cubic U) (1998)
- Exodus (2004)
- This Is the One (2009)

### Single
- Close to You (1997)
- Automatic / time will tell (1998)
- Movin' on without you (1999)
- First Love (1999)
- Addicted to You (1999)
- Wait & See ~Risk~ (lub Wait & See ~リスク~; 2000)
- For You / Time Limit (lub For You / タイム・リミット; 2000)
- Can You Keep a Secret? (2001)
- FINAL DISTANCE (2001)
- Traveling (2001)
- Hikari (lub 光; 2002)
- SAKURA Drops / Letters (lub SAKURAドロップス / Letters; 2002)
- Colors (2003)
- Dareka no Negai ga Kanau Koro (lub 誰かの願いが叶うころ; 2004)
- Easy Breezy (2004)
- Devil Inside (2004)
- Exodus '04 (2005)
- Be My Last (2005)
- You Make Me Want to Be a Man (2005)
- Passion (2005)(Sanctuary - Kingdom Hearts)
- Keep Tryin' (2006)
- Flavor of Life (2007)
- Beautiful World / Kiss & Cry (2007)
- Heart Station / Stay Gold (2008)
- Come Back To Me (2009)
- Dirty Desire (2009)
- Hymne à l'amour (Ai no Anthem) (2010)
- Goodbye Happiness (2010)
- Sakura Nagashi (lub 桜流し) (2012)
- Hanatabi wo Kimi ni (lub 花束を君に) (2016)
- Manatsu no Tooriame (lub 真夏の通り雨) (2016)
- Oozora de Dakishimete (lub 大空で抱きしめて) (2017)
- Forevermore (2017)
- Anata (lub あなた) (2017)
- Play A Love Song (2018)
- Hatsukoi (2018)
- Chikai (2018)
- Face my Fears (2019)
- Time (2020)
- Darenimo Iwanai (2020)
- One Last Kiss (2021)
- Pink Blood (2021)